# Antonio Torres García (polític)
Antonio Torres García (Lebrija, Sevilla, 4 de setembre de 1949) és un polític, psicòleg de formació i professor universitari espanyol. Va ser alcalde de Lebrija des de 1979 fins a 2003.

## Biografia
Provinent d'una família camperola, va ingressar al seminari abans de fer els onze anys, on va cursar el batxillerat. Durant la seva formació al seminari, va ser influït profundament per les idees progressistes emanades del Concili Vaticà II, les quals van marcar la seva trajectòria posterior, caracteritzada per un ferm compromís amb la defensa de les llibertats polítiques i la justícia social, especialment a favor dels sectors més desafavorits.
Va cursar estudis de Psicologia a les universitats de Sevilla i Complutense de Madrid, llicenciant-se el 1972. Posteriorment, va exercir la docència durant dos anys en instituts d'ensenyament secundari a Huelva i Almonte.  El 1975 es va incorporar com a professor a la Universitat de Sevilla, on va impartir classes de Psicologia Dinàmica i Tècniques Psicoanalítiques fins al 1985.
A més, ha estat Diputat per Lebrija en diputació diverses etapes.
Finalment Antonio Torres García va ser portat a presó per prevaricació i malversació de fons públics.